# Podróż na Parnas

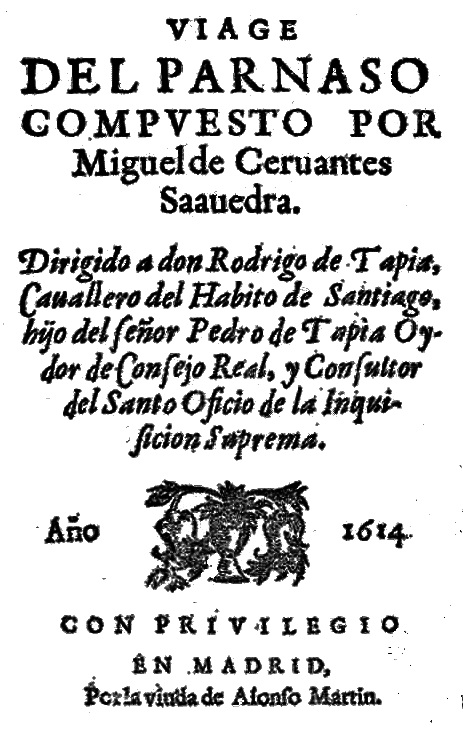
Strona tytułowa utworu

Podróż na Parnas (hiszp. Viaje al Parnaso) – poemat heroikomiczny Miguela de Cervantes, napisany w 1613 i opublikowany w 1614 roku. Tematem utworu jest walka dobrych i złych pisarzy o miejsce na Parnasie. Zawiera on ponadto refleksje autora na temat własnej twórczości i życia.
Wiele ustępów poematu jest współcześnie niezrozumiałych – wielu spośród wymienionych poetów nie jest obecnie znanych, nie wiadomo również jakie stosunki łączyły z nimi Cervantesa.
Utwór napisany jest częściowo wierszem, a częściowo prozą. Część wierszowana napisana jest tercyną i składa się z 3000 wersów, podzielonych na osiem pieśni. Dodatek prozatorski (Adjunta al Parnaso) występuje po części poetyckiej. Pisząc utwór Cervantes wzorował się na poemacie Viaggio in Parnaso Cesare Caporaliego.

## Fabuła
Parnas zostaje zaatakowany przez ogromną armię kiepskich poetów. Zaniepokojony sytuacją Apollo, wysyła Merkurego, aby ten zgromadził posiłki złożone ze świetnych pisarzy. Boski posłannik udaje się do Hiszpanii, gdzie spotyka Cervantesa. Merkury podziwia pisarza, nazywając go Adamem poetów, podziwia jego talent i zapowiada mu wielką sławę. Powierza mu też zadanie zebrania armii dobrych pisarzy. Cervantes wybiera ponad setkę, natomiast Merkury udaje się po posiłki do Włoch i Grecji. Rekruci docierają do celu na galerze zrobionej z wierszy. Rozpoczyna się walka o Parnas, pisarze ciskają w siebie utworami (nowelami, powieściami, sonetami). Ostatecznie zwyciężają dobrzy poeci, grafomani natomiast zmuszeni są do ucieczki. Cervantes udaje się do Madrytu, gdzie spotyka zazdrośników i pochlebców. Zmęczony udaje się do domu i pada na łóżko.
Utwór zawiera również listę przywilejów, które Apollo nadaje pisarzom. Mają oni prawo m.in. do biedy, do bycia zakochanym i dowolnego nazywania damy swojego serca, być uważanym za szlachcica ze względu na swoją szlachetną pracę, do bezpłatnych wejść do teatru i do przydomku "boski".